# USS Helm (DD-388)
Pour les articles homonymes, voir Helm (homonymie).
L'USS Helm (DD-388) était un destroyer de la classe Bagley. Portant le nom du contre-amiral James Meredith Helm (en), il est lancé en 1937 et n'est que légèrement endommagé lors de l'attaque de Pearl Harbor. Il participe ensuite à la guerre du Pacifique ; il est désarmé après le conflit et démoli en 1946.

## Histoire
Attaque du sous-marin de poche jajonais HA-19 lors de l'attaque de Pearl Harbor.